# Willstätt
Willstätt est une commune de Bade-Wurtemberg (Allemagne), située dans l'eurodistrict de Strasbourg l'arrondissement de l'Ortenau du district de Fribourg-en-Brisgau.

## Géographie

### Situation géographique
Willstätt est située dans le Fossé rhénan, dans la zone des dépôts alluviaux de la Kinzig et de la Schutter, à une altitude allant de 139 à 146 mètres. Un système de fossés assure le drainage des sols inondables et humides. La plaine du Rhin inférieur voisine, quant à elle, présente des sols secs, de gravier et de sable. La commune comprend une partie de la réserve naturelle du Sundheimer Grund, d’une superficie de seulement 20 ha.
Willstätt est située à une dizaine de kilomètres au nord-ouest d’Offenburg elle est limitrophe du ban de Strasbourg et à environ douze kilomètres à l’est du centre-ville de Strasbourg.

### Communes voisines
La commune est limitrophe, à l’est, de Appenweier, au sud, du chef-lieu d’Offenburg, et à l’ouest et au nord, de la ville de Kehl et de Strasbourg

### Structure communale
La commune est composée des districts de Eckartsweier, Hesselhurst, Legelshurst (y compris Bolshurst et Hiltrachtshofen), Sand et Willstätt. Les districts sont géographiquement identiques aux anciennes communes du même nom. La dénomination officielle des districts est leur nom précédé de Willstätt et d’un trait d’union (ex. Willstätt-Sand). Ces districts sont également des arrondissements au sens du code des communes du Bade-Wurtemberg. Ils disposent chacun de leur propre conseil d’arrondissement, présidé par le maire de Willstätt, et d’une administration locale.
Le district d’Eckartsweier comprend la localité d’Eckartsweier et la ferme de Dachshurst. Le district d'Hesselhurst comprend uniquement la localité d’Hesselhurst. Le district de Legelshurst comprend la localité de Legelshurst et la zone résidentielle de la gare de Legelshurst. Le district de Sand comprend les localités de Sand et Neusand. Le district de Willstätt comprend la localité de Willstätt ainsi que la ferme et la maison de Ziegelhütten.
La commune contient également de nombreuses localités disparues et ressuscitées: Hörderhof, Niederweiler, Otericheshǒwe et Wolfshül (dans le district d’Eckartsweier), Altenburg (dans le district d’Hesselhurst) Hilzershofen, Hofhurst, Schönhurst, Sitzenhofen et Wesenrode ainsi que les localités ressuscitées de Bolzhurst, Ahabruch, Eichach (dans le district de Legelshurst) ou celles d’Eichhof, Grebern, Hohenrode, Mehof et Schweighausen (dans le district de Sand) et de Binzen Burg, Kaestel et Roppenhofen (dans le district de Willstätt).

## Histoire

### Moyen Âge
La plus ancienne mention existante de Willstätt date de 1232. Willstätt était un bailliage accordée par l’archidiocèse de Strasbourg aux seigneurs de Lichtenberg. L’octroi initial eut lieu en 1274. Une première division eut lieu en 1330 entre Jean II de Lichtenberg, de la branche ainée de la maison, et Louis III de Lichtenberg. Willstätt fit dès lors partie des possessions gérées par la branche ainée. Elle était le siège de l’administration du bailliage éponyme, créé à l’occasion de cette division, et à auquel elle appartenait. Les Lichtenberg entretinrent épisodiquement une résidence à Willstätt.
À la mort en 1480 de Jacques de Lichtenberg, la maison des seigneurs de Lichtenberg s’éteint par les hommes, et l’héritage revint à ses deux nièces, Anne de Lichtenberg (1442 à 1474) et Elisabeth de Lichtenberg. Anna épousa en 1458 le comte Philipp I l’Ancien de Hanau-Babenhausen (1417 à 1480), qui avait reçu en secondogéniture des possessions du comté de Hanau pour pouvoir se marier. Ce mariage donna naissance au comté de Hanau-Lichtenberg. Elisabeth épousa Simon IV Wecker von Zweibrücken-Bitsch. Le patrimoine de Lichtenberg fut partagé entre elles, et le bailliage de Willstätt devint un condominium entre les deux héritiers.

### Temps modernes
La division effective du condominium intervint sous le règne du comte Philippe III de Hanau-Lichtenberg : le bailliage de Willstätt devint part intégrante du comté de Hanau-Lichtenberg. En contrepartie, le bailliage de Brumath revint en totalité au comté de Deux-Ponts-Bitche. À son arrivée au pouvoir en 1538, son successeur, le comte Philippe IV de Hanau-Lichtenberg (1514 à 1590), imposa la réforme dans son comté, lequel devint luthérien.
Au XVIIe siècle le bailliage de Willstätt était partie du comté de Hanau-Lichtenberg. La ville est témoin de la bataille éponyme le 28 septembre 1634.
À la mort en 1736 du dernier comte de Hanau, Jean-Reinhard III de Hanau-Lichtenberg, l’héritage – y compris le bailliage de Willstätt – revint au fils de sa fille unique, Charlotte de Hanau-Lichtenberg, le landgrave Louis IX de Hesse-Darmstadt. Durant la médiatisation, en raison du recès de la Diète d’Empire, le bailliage et la commune de Willstätt furent attribués en 1803 à la toute nouvelle principauté-électorale de Bade. Willstätt fit tout d’abord partie du bailliage de Kork puis, à partir de 1881, du district de Kehl et enfin à partir de 1939 à l’arrondissement de Kehl.

### Après la Seconde Guerre mondiale
Après la Seconde Guerre mondiale, de nouveaux quartiers furent créés autour du centre historique. Après la disparition de l’arrondissement de Kehl lors de la réforme territoriale de Bade-Wurtemberg, la commune devint partie intégrante du nouvel arrondissement de l’Ortenau, tout en s’agrandissant à la suite du rattachement d’une série de communes :
- 1er décembre 1971 : Sand[7]

- 1er avril 1973 : Hesselhurst[7]

- 1er janvier 1974 : Eckartsweier[7]

- 1er janvier 1975 : Legelshurst[7]

## Politique

### Conseil municipal
Résultat lors des élections municipales du Bade-Wurtemberg du 25 mai 2014 :

### Maires
- 1963–1983 : Fritz Fuhri (CDU)
- 1983–2007 : Artur Kleinhans (CDU)
- depuis 2007 Marco Steffens (CDU)

### Blason
Blasonnement : Croix d’or sur écartelé de gueules, au deux au cygne d’argent tourné vers la dextre, et damasquiné aux un, trois et quatre. Le Cygne se rapporte aux seigneurs de Lichtenberg, qui avaient une tête de cygne comme cimier d’ornement de leur armes.

### Jumelages
La commune de Willstätt est jumelée aux localités suivantes :
- Allemagne Medingen (Ottendorf-Okrilla), Saxe, Allemagne
- Allemagne Ralbitz, Saxe, Allemagne
- France Holtzheim, Alsace, France

Le district d’Eckartsweier avec :
- Hongrie Györköny, comitat de Tolna, Hongrie

Le district de Legelshurst avec :
- Roumanie Liebling, Banat, Rumänien

Le district de Sand avec :
- France Sand (Bas-Rhin), Alsace, France

## Économie et infrastructure

### Transports
Willstätt est reliée au réseau national par la route fédérale B28 (Kehl-Senden) et à proximité immédiate de l’autoroute A5. En outre, la route fédérale B33 se détache de la B28 dans le village en direction de Ravensbourg. Les transports publics routiers sont assurés par la compagnie de bus Tarifverbund Ortenau (TGO).
La gare ferroviaire de Legelshurst de la ligne d’Appenweier à Kehl est la seule liaison ferroviaire de Willstätt. Il existe cependant une connexion internationale avec l’Europabahn (Offenburg-Strasbourg).
Elle est également traversée par l’Itinéraire cyclable européen Molsheim–Strasbourg–Kehl–Offenburg.

### Entreprises établies
La société de mode Orsay a son siège à Willstätt. La société BASF a eu à Willstätt de 1966 à 2004 une usine de bandes magnétiques, dans laquelle elle produisait des supports de stockage (cassettes audio et vidéo ainsi que des stockages de masse informatiques) ainsi que des matrices d’impression. Le fabricant suisse d’accumulateurs et de stockage d’énergie Leclanché a son site de production à Willstätt, sur l’ancien site de BASF.
Le groupe Hilzinger, dont le siège est à Willstätt, est l’un des plus grands fabricants européens de portes et de fenêtres. L’entreprise Scheer Käsespezialitäten est l’un des plus grands importateurs et grossistes allemands de spécialités fromagères.

### Éducation
Willstätt dispose d’une école élémentaire, la Moscherosch-Schule ainsi que d’écoles primaires à Willstätt, Sand, Eckartsweier (école Johannes-Beinert) et Legelshurst (école Eichenwaldschule). Il existe à Hesselhurst une école spécialisée pour les enfants handicapés mentaux : la Astrid-Lindgren-Schule. Il existe également trois écoles maternelles protestantes, deux communales et une catholique.
Les écoles secondaires se trouvent dans les villes environnantes, particulièrement à Kehl. L’école de physiothérapie et de kinésithérapie de l’Ortenau, reconnue par l’État, est établie à Eckartsweier.

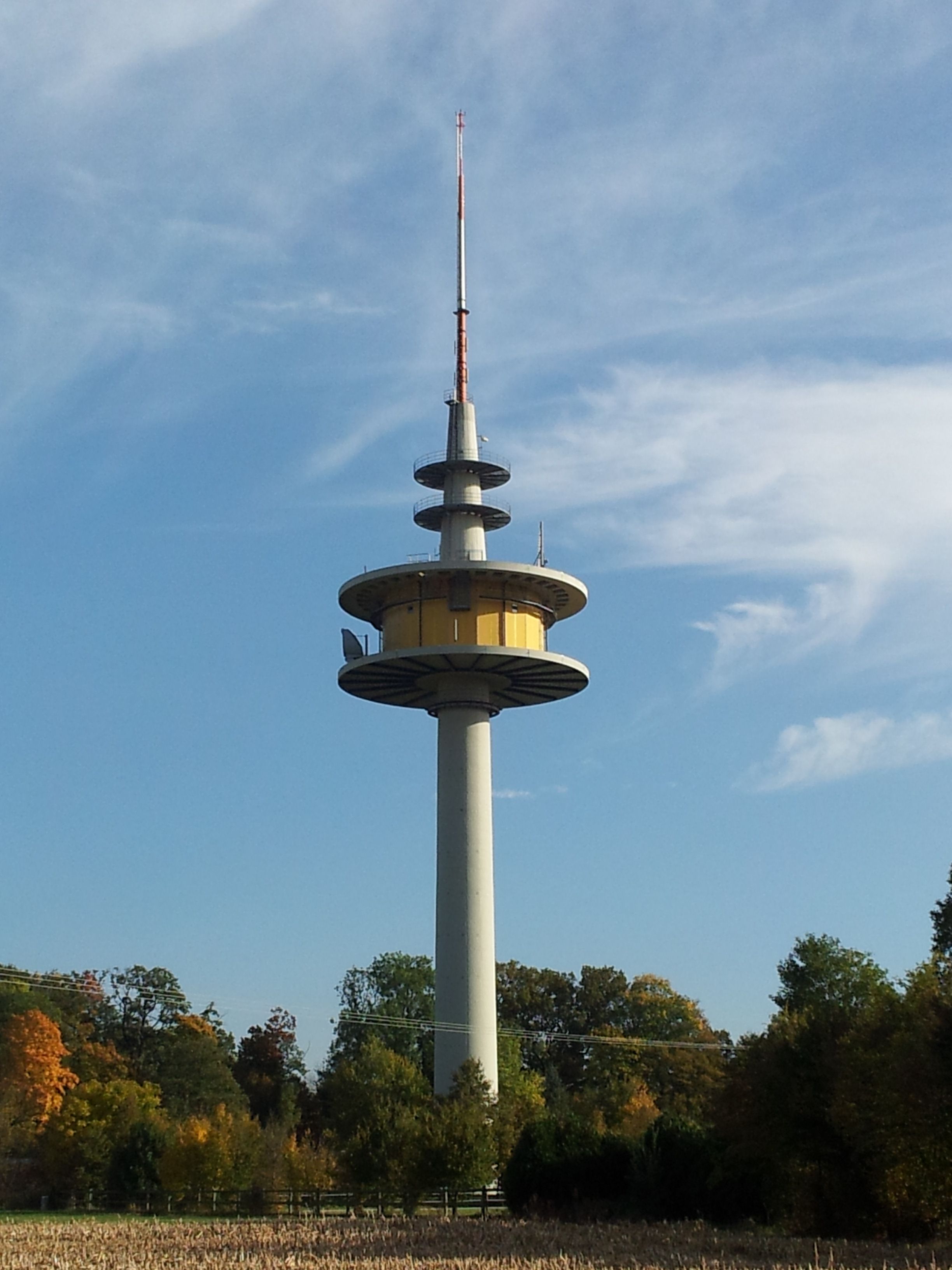
Tour de télécommunications

### Télécommunications
La Deutsche Telekom AG dispose depuis 1978 d’une tour de télécommunication en béton armé de 108 mètres de haut à Willstätt (coordonnées géographiques : 48° 33′ 48″ N, 7° 55′ 41″ E).

## Culture et sites touristiques

### Édifices
La première pierre de l’actuelle église protestante fut posée le 16 mai 1753. La construction aurait dû à l’origine s’achever le 30 octobre 1754, mais elle s’effondra ce jour-là et brisa la moitié de la nef. La raison en était une couche de sable située sous l’église. Pour pouvoir continuer sa construction, elle dut être déplacée de quatre pieds vers la rue ; 26 poteaux de chêne furent plantés dans le sable. La consécration eut finalement lieu le 11 novembre 1756, à l’occasion de la Saint-Martin.
Au cours de la Seconde Guerre mondiale, quatre de ses six vitraux furent détruits, dont deux gravement endommagés. Son clocher à bulbe fut également endommagé. Peu de temps après la fin de la guerre, la rénovation intérieure et extérieure de l’église fut effectuée avec le généreux soutien de l’église régionale. Elle a à nouveau été rénovée en 1975.
La tour commença à nouveau à s’incliner vers le sud. L’aménagement du Rhin avait entraîné un abaissement de la nappe phréatique, et les piles de chêne des fondations de la tour n’étaient plus qu’épisodiquement immergées, ce qui entraînait leur pourrissement. Pour sauver la tour, il a fallu commencer par arrêter de sonner les cloches. Puis une entreprise spécialisée fora des trous dans les fondations, retira les piles effritées avec de l’eau à haute pression, et reboucha les cavités avec du béton spécial sous haute pression. L’alerte fut levée en 1979; la tour avait alors cessé de basculer.

## Sport
L’équipe de handball du TV 08 Willstätt joue actuellement en première division de land de Bade-Wurtemberg. De 1999 à 2003, elle joua dans le championnat d’Allemagne, dont les deux dernières années en commun avec l’équipe voisine de TuS Schutterwald.
De 2004 à 2009, l’équipe joua dans la 2e division sud du championnat d’Allemagne de handball.
L’équipe féminine de football du SC Sand joue depuis la saison 2014/15 dans le championnat d’Allemagne de football féminin. Le club jouait précédemment en deuxième division. Le club avait déjà joué en première division lors de la saison 1996/97. Ce succès fut rendu possible grâce à la présence de nombreuses joueuses d’équipes nationales de divers pays.

## Personnalités

### Citoyens d’honneur
- 1985 : Fritz Fuhri (1920–2007), longtemps maire de Willstätt et conseiller de district
- 1992 : Alfred Hetzel (1921–2006), maire et représentant local d’Eckartsweier
- 2004 : Gerhard Fuchs, entrepreneur de Legelshurst

### Fils et filles de la commune
- Johann Michael Moscherosch (1601–1669), écrivains de l’époque baroque
- Quirinus Moscherosch (1623–1675), prêtre et poète
- Johann Georg Pfotzer, nom anglicisé en George Pozer (né le 21 novembre 1752 à Willstätt et mort le 16 juin 1848 à Québec/Canada), marchand, propriétaire foncier et juge de paix ainsi un homme d'affaires. Il est considéré comme le premier millionnaire de la Ville de Québec[11]
- Emil Krauss (1870–1936), juriste et fonctionnaire consulaire

### En lien avec Willstätt
- Reinhold Jackstell (1923–2004), joueur de football et entraîneur, a vécu les quarante dernières années de sa vie dans la commune

## Littérature
- Fritz Eyer : Das Territorium der Herren von Lichtenberg 1202–1480. Untersuchungen über den Besitz, die Herrschaft und die Hausmachtpolitik eines oberrheinischen Herrengeschlechts.  (ISBN 3-922923-31-3)
- Wilhelm Mechler : Les territoires des Lichtenberg sur la rive droite du Rhin. Dans : Société d’Histoire et d’Archaeologie de Saverne et Environs (Hrsg.) : Cinquième centenaire de la création du Comté de Hanau-Lichtenberg 1480 – 1980 = Pays d’Alsace 111/112 (2, 3 / 1980), p. 31–37.